# Ordre camaldule

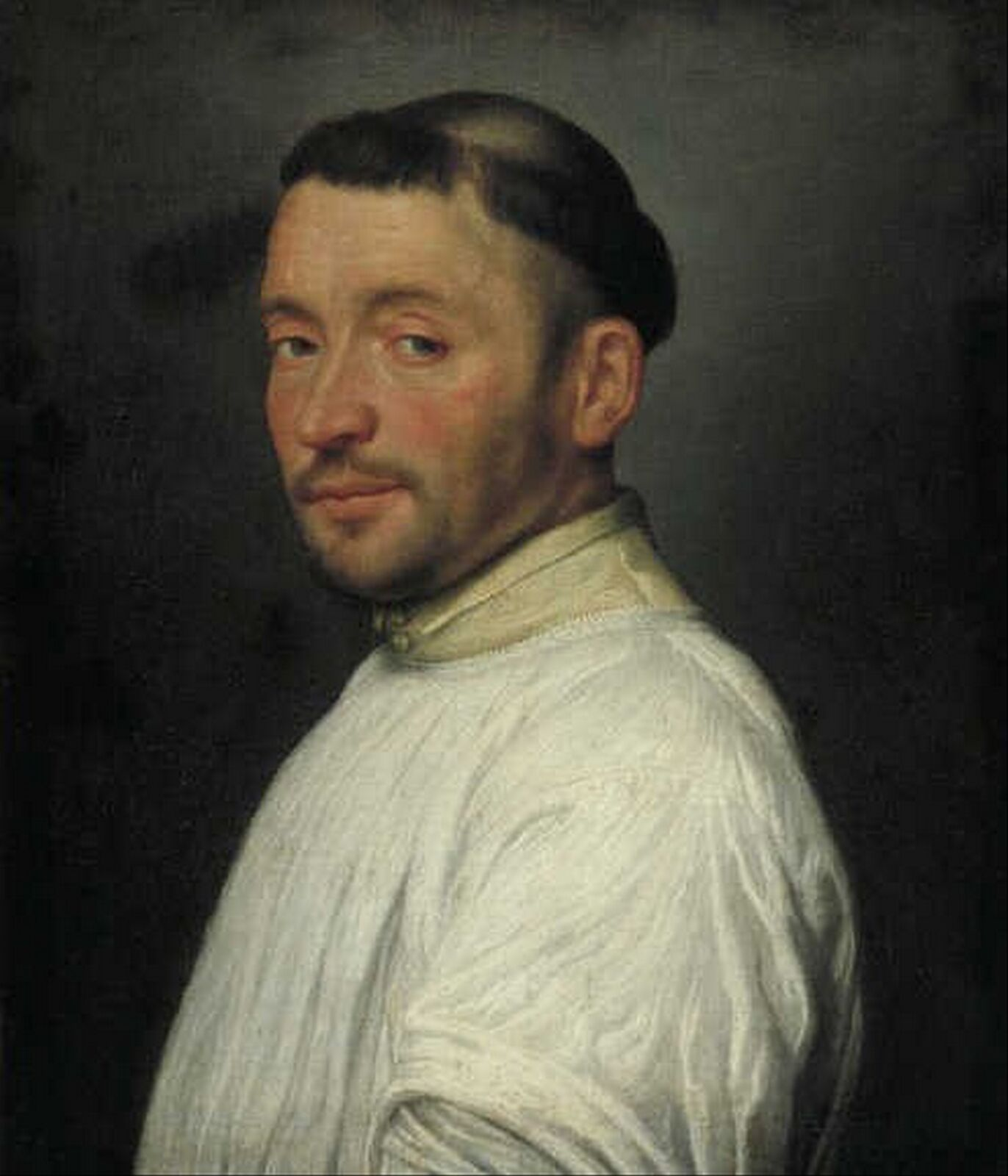
Portrait d'un camaldule, par Giovanni Battista Moroni, musée Boijmans Van Beuningen (1561-1563).

L'ordre camaldule ou ordre des Camaldules (en latin : Congregatio Monachorum Eremitarum Camaldulensium) est un ordre monastique bénédictin de droit pontifical fondé par saint Romuald de Ravenne en 1012 à Camaldoli, frazione de Poppi, dans la haute vallée de l'Arno en Toscane (Italie), sous la règle de saint Benoît. Les moines camaldules allient la vie commune de travail et de l'office bénédictin à l'érémitisme. Ils portent l'habit blanc et la barbe pleine.

## Histoire
L'ordre camaldule est approuvé dès 1072 par Alexandre II, quarante-cinq ans après la mort de son fondateur, saint Romuald, alors qu'existaient déjà neuf groupements d'ermites camaldules. En 1113, les camaldules sont reconnus comme branche autonome de l'ordre de Saint-Benoît. Moines et ermites constituent par la suite des congrégations différentes.
Cet ordre a presque entièrement disparu au XVIIIe siècle. Il y avait encore en France avant 1789 une abbaye de Camaldules à Yerres, quartier de Grosbois.
Depuis 1935, il reste deux congrégations camaldules indépendantes :
- La congrégation des moines-ermites camaldules, dont le centre est toujours l'ermitage des Camaldoli, qui s'est ralliée en 1965 aux bénédictins de la confédération bénédictine et compte, dans les années 1990, cent dix membres répartis en neuf maisons ;
- La congrégation de Monte Corona (ermitage proche de Pérouse) fondée au début du XVIe siècle, par le bienheureux Paul Giustiniani (1476-1528), originaire de Venise, et dont la règle s'apparente à celle des chartreux. Elle comptait quatre-vingt-dix-huit moines occupant neuf maisons.

Depuis 1990 après une période d'abandon et de pillage, le monastère de Monte Corona est occupé par les Frères de la Famille monastique de Bethléem, de l'Assomption de la Vierge et de saint Bruno. De grands travaux de restauration ont été entrepris et la vie religieuse a repris.

## Implantations
Les Camaldules sont présents en Europe, en Amérique du Nord, en Amérique du Sud, en Afrique et en Inde (Saccidananda Ashram en Inde du Sud).

### En France
- Clos Bethléem, fondé en 1925 à La Seyne-sur-Mer dans le Var.

## Figures de l'ordre

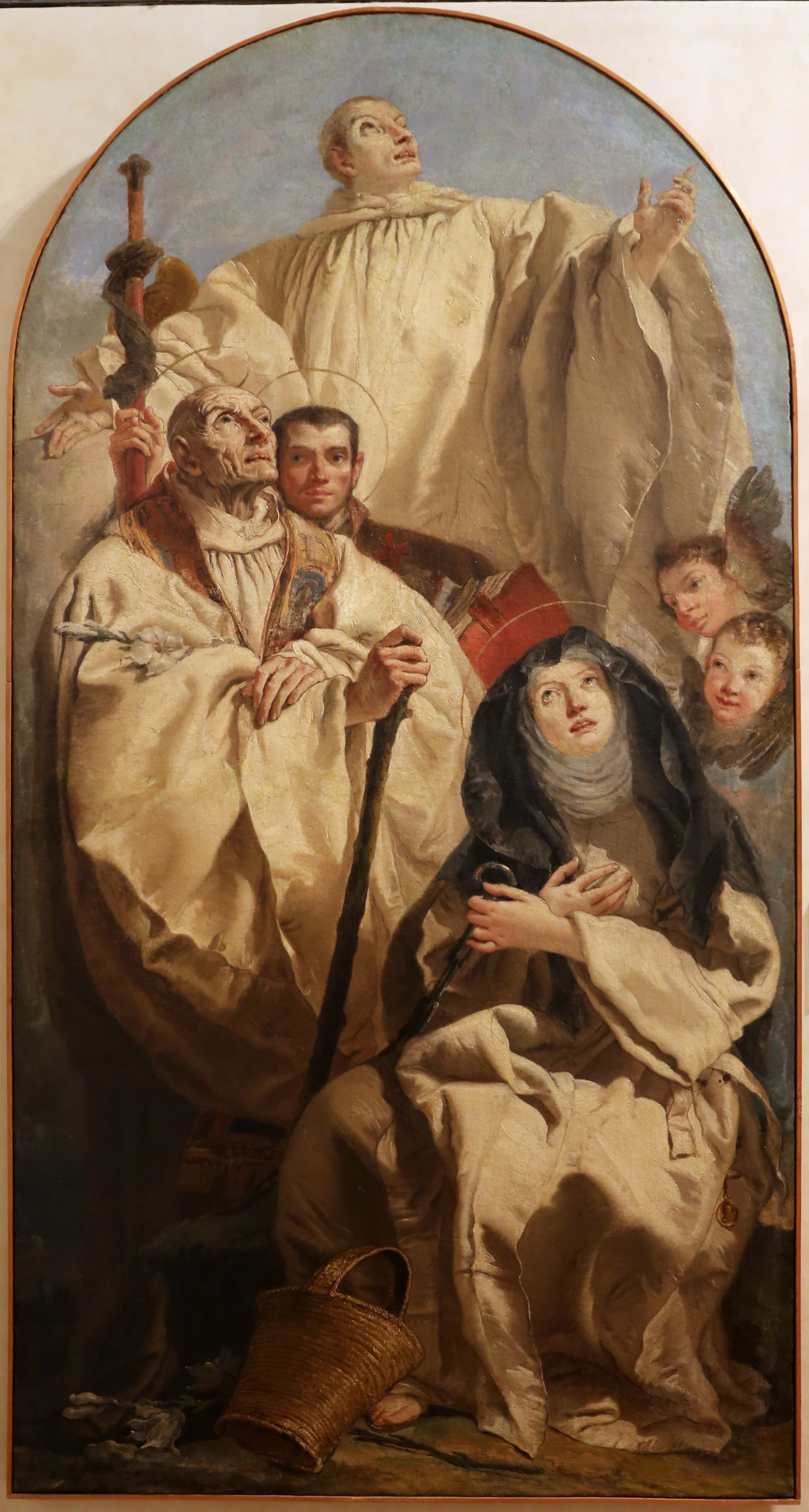
Quatre saints camaldules, Giambattista Tiepolo, v. 1770, musée de Castelvecchio, Vérone.

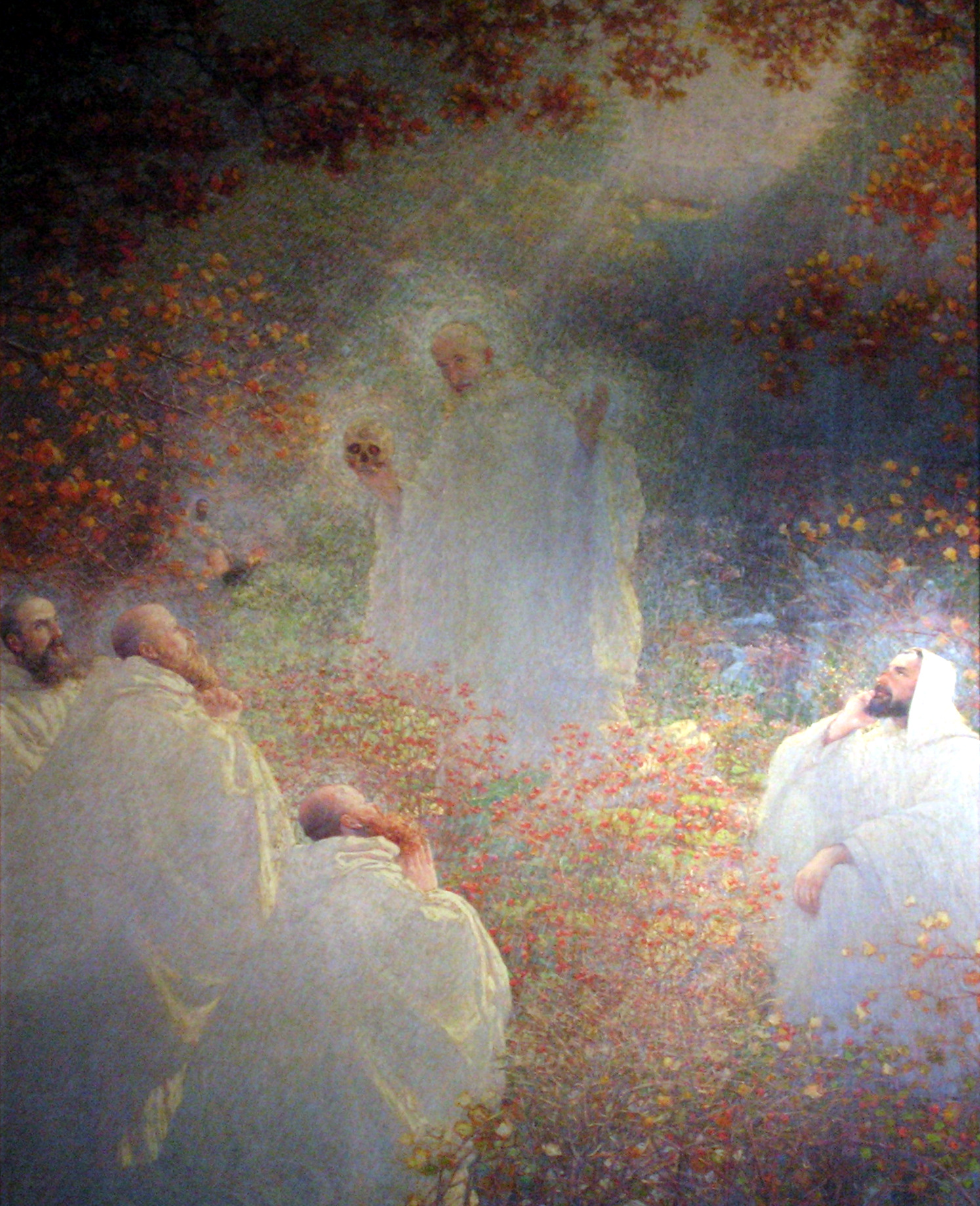
Saint Romuald et cinq disciples dans la forêt. Tableau d'Augusto Mussini de 1915.

- Saint Christian (mort en 1003) faisait office de cuisinier au sein d'un groupe d'ermites camaldules chargés par le roi Boleslas d'évangéliser la Pologne. Ils furent massacrés par des brigands dans leur ermitage  sur les bords de l'Obra. Leur fête est célébrée dans toute la Pologne et l'ermitage est devenu lieu de pèlerinage ;
- Thibaut de Provins (1039-1066), ermite-routard, du lignage champenois, canonisé en 1073 par Alexandre II, dont le champ d'apostolat fut le « désert » de Sayanega de Sossano (Vicenza, Italie) ;
- Gratien (XIIe siècle) qui, vers 1150, rassembla quelque 3 700 textes et décrets légaux de l'Église et les arrangea de manière systématique (le Décret de Gratien) aurait été un moine camaldule ;
- Ambrogio Traversari (1386-1439), prieur général de l'ordre à partir de 1431, figure importante de l'humanisme et traducteur des Pères grecs en latin, acteur de premier ordre du concile de Florence (1439) ;
- Fra Mauro, religieux camaldule, célèbre cartographe du XVe siècle, auteur d'une mappemonde décrivant l'Ancien Monde en 1459 ;
- Mauro Sarti, historien, abbé camadule et procureur général de l’ordre
- le pape Grégoire XVI ;
- Mère Marie-Jeanne de Notre-Dame des Douleurs, fondatrice du couvent de La Seyne-sur-Mer.
- Benedetto Calati (1914-2000), spécialiste du monachisme bénédictin.